# Eremias regeli
Espèce
Synonymes
- Eremias bedriagai Nikolsky, 1911

Eremias regeli est une espèce de sauriens de la famille des Lacertidae.

## Répartition
Cette espèce se rencontre en Afghanistan, au Tadjikistan, en Ouzbékistan et au Turkménistan.

## Publication originale
- Nikolsky, 1905 : Herpetologia rossica. Mémoires de l'Académie des Sciences de St.-Pétersbourg, vol. 17, no 1, p. 1-518.